# Zotalemimon formosana
Zotalemimon formosana là một loài bọ cánh cứng trong họ Cerambycidae.